# Tufnell Park
Tufnell Park is een wijk in het Londense bestuurlijke gebied Camden, in de regio Groot-Londen.

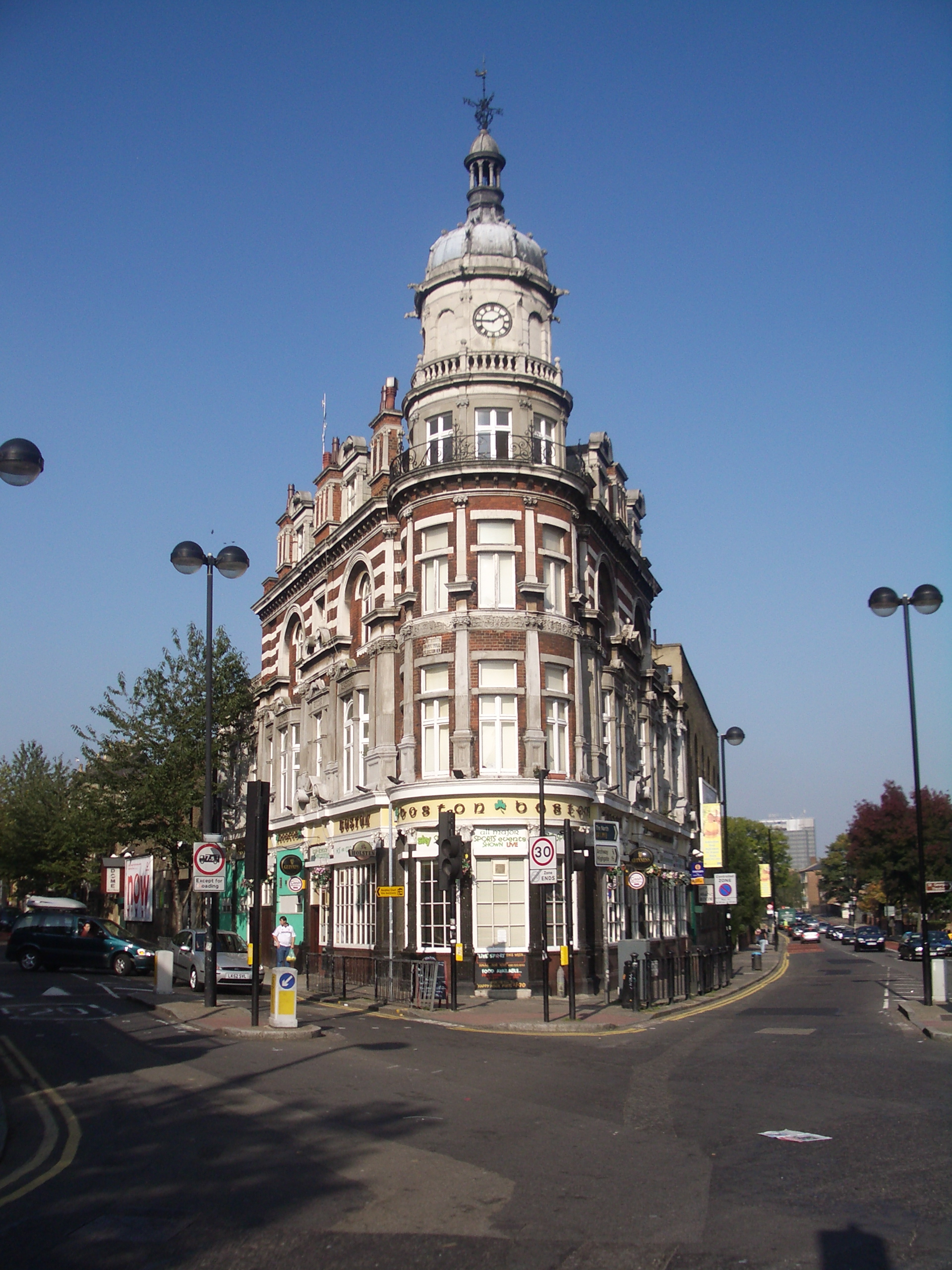
Boston Arms
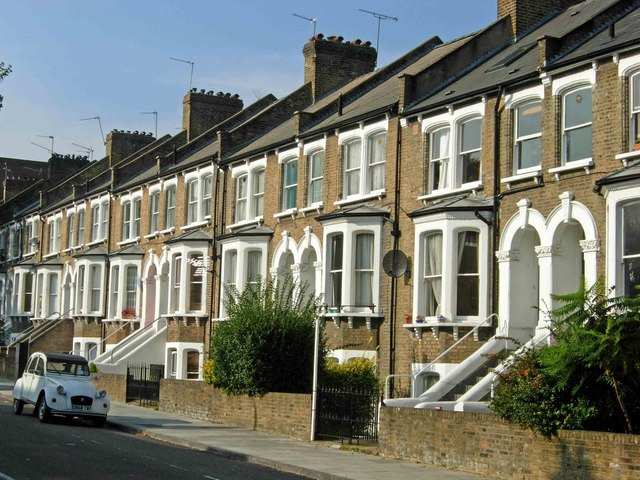
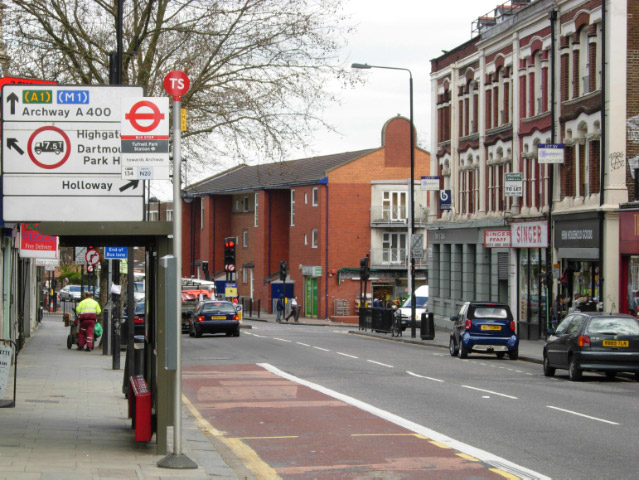
Fortess Road